# Ardices vigens
Ardices vigens är en fjärilsart som beskrevs av Butler 1878. Ardices vigens ingår i släktet Ardices och familjen björnspinnare. Inga underarter finns listade i Catalogue of Life.